# Ducula pacifica
Ducula pacifica là một loài chim trong họ Columbidae.